# Zabawkarstwo ludowe

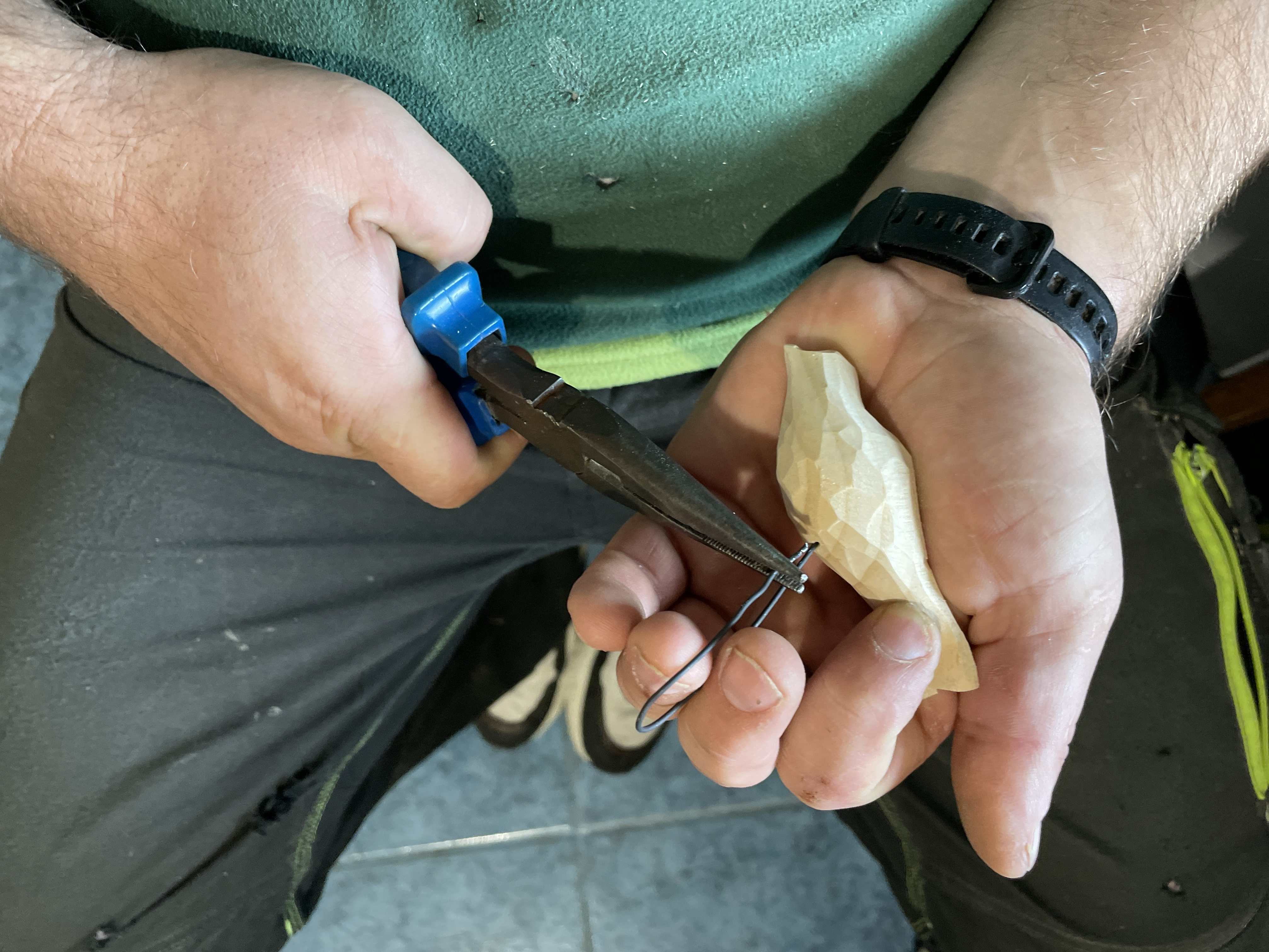
Zabawkarstwo ludowe

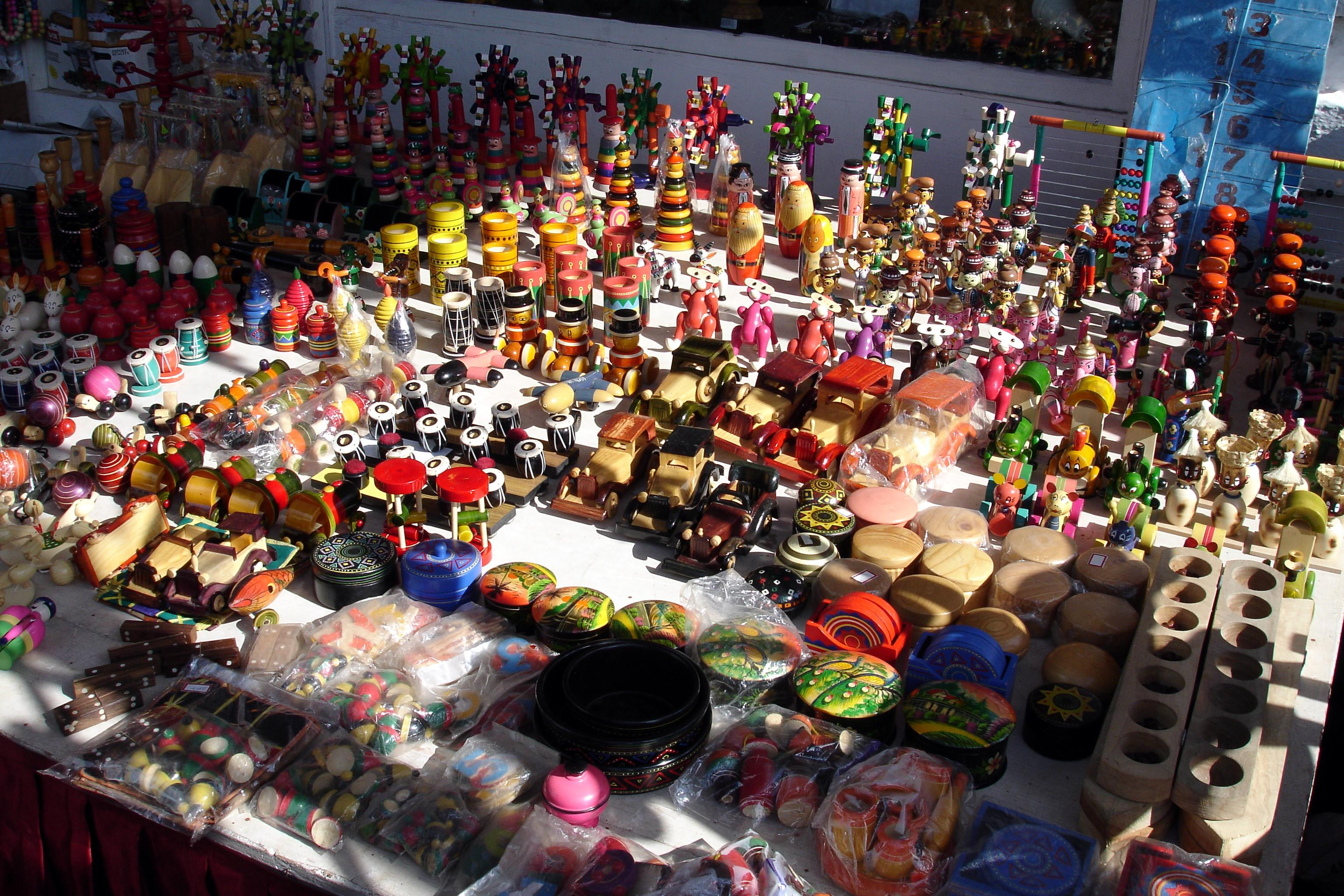
Stoisko z wyrobami zabawkarstwa ludowego

Zabawkarstwo ludowe – dziedzina rękodzielnictwa zajmująca się wyrobem drewnianych zabawek. Zabawkarstwo nie stanowiło nigdy oddzielnego rzemiosła, a jedynie sposób dorabiania sobie przez chłopów i niekiedy całe rodziny w okresie zimowym, kiedy było mniej prac na polu. Taka produkcja była z reguły seryjna, to znaczy wykonywana tak samo według ściśle określonych wzorów. Zabawki były sprzedawane na targach, jarmarkach i odpustach.
Największym jarmarkiem zabawek ludowych jest krakowski Emaus odbywający się w okresie wielkanocnym.

## Zabawkarstwo żywiecko-suskie
Jest to rzemiosło ludowe polegające na ręcznym, chałupniczym wyrobie zabawek drewnianych, wykonywane na obszarze pomiędzy Żywcem a Suchą Beskidzką. Początki zabawkarstwa żywiecko-suskiego sięgają XIX wieku, co czyni ośrodek żywiecko-suski najstarszym ośrodkiem zabawkarskim w Polsce. Wyrób zabawek to zajęcie rodzinne, a do typowych wytwarzanych wzorów należą m.in. konie, ptaszki, zabawki z elementami ruchomymi (np. karuzelki). Do wyrobu zabawek często wykorzystuje się tradycyjne, proste narzędzia, jak nóż snycerski. Zabawki żywiecko-suskie są bogato zdobione i malowane, co podnosi ich atrakcyjność, a każdy twórca wypracował właściwy sobie wariant obróbki i dekorowania wyrobów. Zabawki ludowe można nabyć podczas jarmarków, imprez folklorystycznych i różnego typu wydarzeń związanych z dziedzictwem kulturowym. Dla samych zabawkarzy i mieszkańców regionu tradycje zabawkarskie stanowią powód do dumy, zjawisko wyróżniające ich region oraz ważny element lokalnej tożsamości.